# Chorwacja na Mistrzostwach Świata w Lekkoatletyce 2017
Chorwacja na Mistrzostwach Świata w Lekkoatletyce 2017 – reprezentacja Chorwacji podczas mistrzostw świata w Londynie liczyła 9 zawodników, którzy zdobyli dwa medale.

## Zdobyte medale
| Medal           | Zawodnik       | Konkurencja | Wynik | Data        |
| --------------- | -------------- | ----------- | ----- | ----------- |
| Sandra Perković | rzut dyskiem   | 70,31       | złoto | 13 sierpnia |
| Stipe Žunić     | pchnięcie kulą | 21,46       | brąz  | 6 sierpnia  |

## Skład reprezentacji
Mężczyźni
| Zawodnik         | Konkurencja    | Kwalifikacje | Kwalifikacje | Finał | Finał   |
| Zawodnik         | Konkurencja    | Wynik        | Pozycja      | Wynik | Pozycja |
| ---------------- | -------------- | ------------ | ------------ | ----- | ------- |
| Ivan Horvat      | skok o tyczce  | 5,45         | 22.          | NQ    | NQ      |
| Filip Mihaljević | pchnięcie kulą | 20,33        | 14.          | NQ    | NQ      |
| Stipe Žunić      | pchnięcie kulą | 20,86        | 7. Q         | 21,46 | brąz    |

Kobiety
| Zawodniczka     | Konkurencja | Finał   | Finał   |
| Zawodniczka     | Konkurencja | Wynik   | Pozycja |
| --------------- | ----------- | ------- | ------- |
| Bojana Bjeljac  | maraton     | 2:46:46 | 57.     |
| Matea Matošević | maraton     | 2:55:06 | 69.     |
| Nikolina Stepan | maraton     | 2:59:43 | 76.     |

| Zawodniczka     | Konkurencja    | kWALIFIKACJE | kWALIFIKACJE | Finał | Finał   |
| Zawodniczka     | Konkurencja    | Wynik        | Pozycja      | Wynik | Pozycja |
| --------------- | -------------- | ------------ | ------------ | ----- | ------- |
| Ana Šimić       | skok wzwyż     | 1,85         | 25.          | NQ    | NQ      |
| Sandra Perković | rzut dyskiem   | 69,67        | 1. Q         | 70,31 | złoto   |
| Sara Kolak      | rzut oszczepem | 63.24        | 8. q         | 64,95 | 4.      |